# The Library
The Library est une revue d'histoire du livre publiée en Grande-Bretagne par la Bibliographical Society.

## Histoire
The Library fut initialement fondée en 1889 par John Young Walker MacAlister. 
Depuis 1893, la Bibliographical Society publiait quant à elle une série de volumes périodiques intitulés Transactions of the Bibliographical Society.
En 1920, la publication de The Library fut prise en charge par la Bibliographical Society, et devint The Library: Transactions of the Bibliographical Society.
Les volumes parus sont regroupés en différentes séries : 
- Transactions of the Bibliographical Society, vol. 1–15 (1893–1919)
- The Library, vol. 1–10 (1889–1898)
- The Library, Second/New series, vol. 1–10 (1900–1910)
- The Library, Third series, vol. 1–10 (1910–1919)
- The Library, Fourth series, vol. 1–26 (1920–1946)
- The Library, Fifth series, vol. 1–33 (1946–1978)
- The Library, Sixth series, vol. 1–21 (1979–1999)
- The Library, Seventh series, vol. 1– (2000– )